# Сапатер, Альберто
Альбе́рто Сапате́р Архо́ль (исп. Alberto Zapater Arjol; 13 июня 1985, Эхеа-де-лос-Кабальерос, Сарагоса, Арагон) — испанский футболист, полузащитник клуба «Атлетико Оттава».

## Клубная карьера

### «Реал Сарагоса»
Воспитанник клуба «Реал Сарагоса». В 2004 году, после того, как его признали лучшим юношеским футболистом Арагона, начал играть за основной состав команды, куда его пригласил главный тренер клуба, Виктор Муньос. Дебютировал в составе команды в первом матче сезона с «Валенсией» на Суперкубок Испании; в этой игре «Сарагоса» проиграла 0:1. Однако в ответном матче выиграла 3:1 и стала обладателем трофея. 2 марта 2005 года забил дебютный мяч за клуб, поразив ворота «Реал Сосьедада». В этом же сезоне провёл 31 матч, став игроком основного состава команды. В сезоне 2005/2006 пропустил только 3 матча «Сарагосы». Тогда же получил своё прозвище «Бык», за жёсткость в единоборствах. В следующих двух сезонах продолжал оставаться игроком основы, помогая команде квалифицироваться в розыгрыш Кубка УЕФА, а начиная с сезона 2007/2008 был капитаном «Сарагосы».

### «Дженоа»
В последних числах июля 2009 года был куплен итальянским клубом «Дженоа», заплатившим за трансфер хавбека 4,5 млн евро. 23 августа дебютировал в составе «Дженоа» в матче с «Ромой». 17 сентября 2009 года забил свой первый мяч в еврокубках, поразив ворота «Славии» на 4-й минуте игры.

### «Спортинг»
30 июля 2010 года перешёл в лиссабонский «Спортинг», в рамках перехода в стан «Дженоа» Мигела Велозу.

### «Локомотив»
В июне 2011 года Сапатером заинтересовался московский «Локомотив». 3 августа подписал пятилетний контракт с «железнодорожниками».
Мой контракт со «Спортингом» был рассчитан на четыре года, но потом всё изменилось. В клуб пришли новый тренер, новый президент, и тогда я задумался об уходе. Я ждал предложения от главного тренера «Олимпиакоса» Эрнесто Вальверде, но затем у меня состоялась встреча с Жозе Коусейру. Мне предложили пятилетний контракт. Считаю, что я принял одно из лучших решений в своей жизни.
С приходом в «Локомотив» нового главного тренера Леонида Кучука Сапатер перестал попадать в основной состав, и в начале 2014 года был отправлен тренироваться с фарм-клубом «Локомотив-2». При действующем контракте, игрок не был заявлен клубом на сезон 2014/15. У Сапатера было множество предложений, в том числе из «Томи», московского «Торпедо», а также из Китая. В августе 2015 года расторг контракт с «Локомотивом» по обоюдному согласию.
Впоследствии президент «Локомотива» Ольга Смородская заявила, что у Сапатера было тяжёлое заболевание почек.
В июле 2016 года Сапатер подал иск в ФИФА в отношении «Локомотива». В июне 2017 года Палата по разрешению споров ФИФА обязала «Локомотив» выплатить денежную компенсацию за досрочное расторжение контракта.

### «Реал Сарагоса»
19 июня 2016 года подписал контракт с испанской «Сарагосой». Выступал за команду до 2023 года, сыграв более 200 матчей.

### «Атлетико Оттава»
28 июня 2023 года Сапатер подписал контракт с клубом Канадской премьер-лиги «Атлетико Оттава» на оставшуюся часть сезона 2023 с опцией продления на сезон 2024. За «Оттаву» дебютировал 9 июля в матче против «Валора», выйдя на замену в перерыве между таймами. 24 ноября 2023 года Сапатер перезаключил контракт с «Атлетико Оттава» на сезон 2024. 1 мая 2024 года в матче Первенства Канады против «Валора», оформив дубль, забил свои первые голы за «Оттаву».

## Карьера в сборной
Принимал участие в чемпионате мира среди молодёжных команд в 2005 году, где испанцы достигли ¼ финала. Последний матч за молодёжную сборную провёл 28 декабря 2006 года, в нём Испания победила Чили 1:0.

## Достижения
«Реал Сарагоса»
- Обладатель Суперкубка Испании: 2004

«Локомотив»
- Бронзовый призёр чемпионата России: 2014